# Aeshna juncea
Aeshna juncea là loài chuồn chuồn trong họ Aeshnidae. Loài này được Linnaeus mô tả khoa học đầu tiên năm 1758.

## Hình ảnh

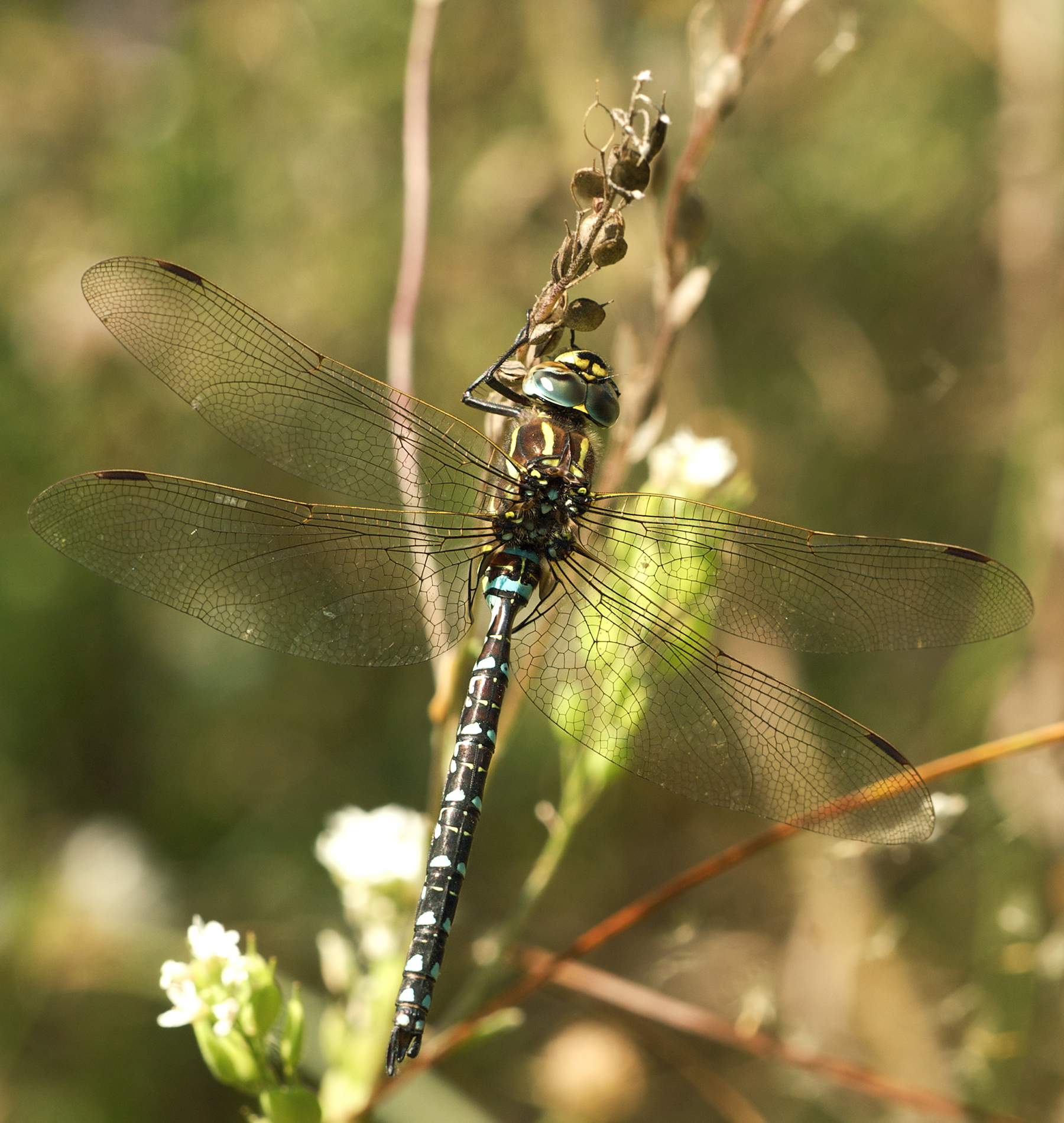
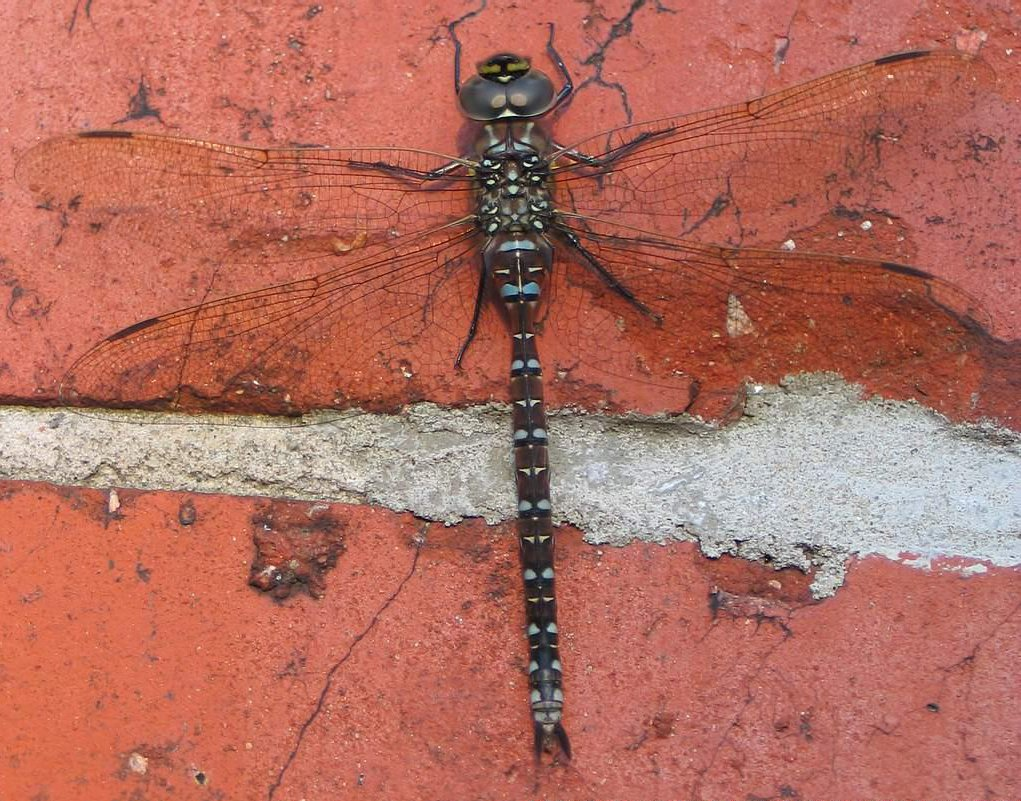
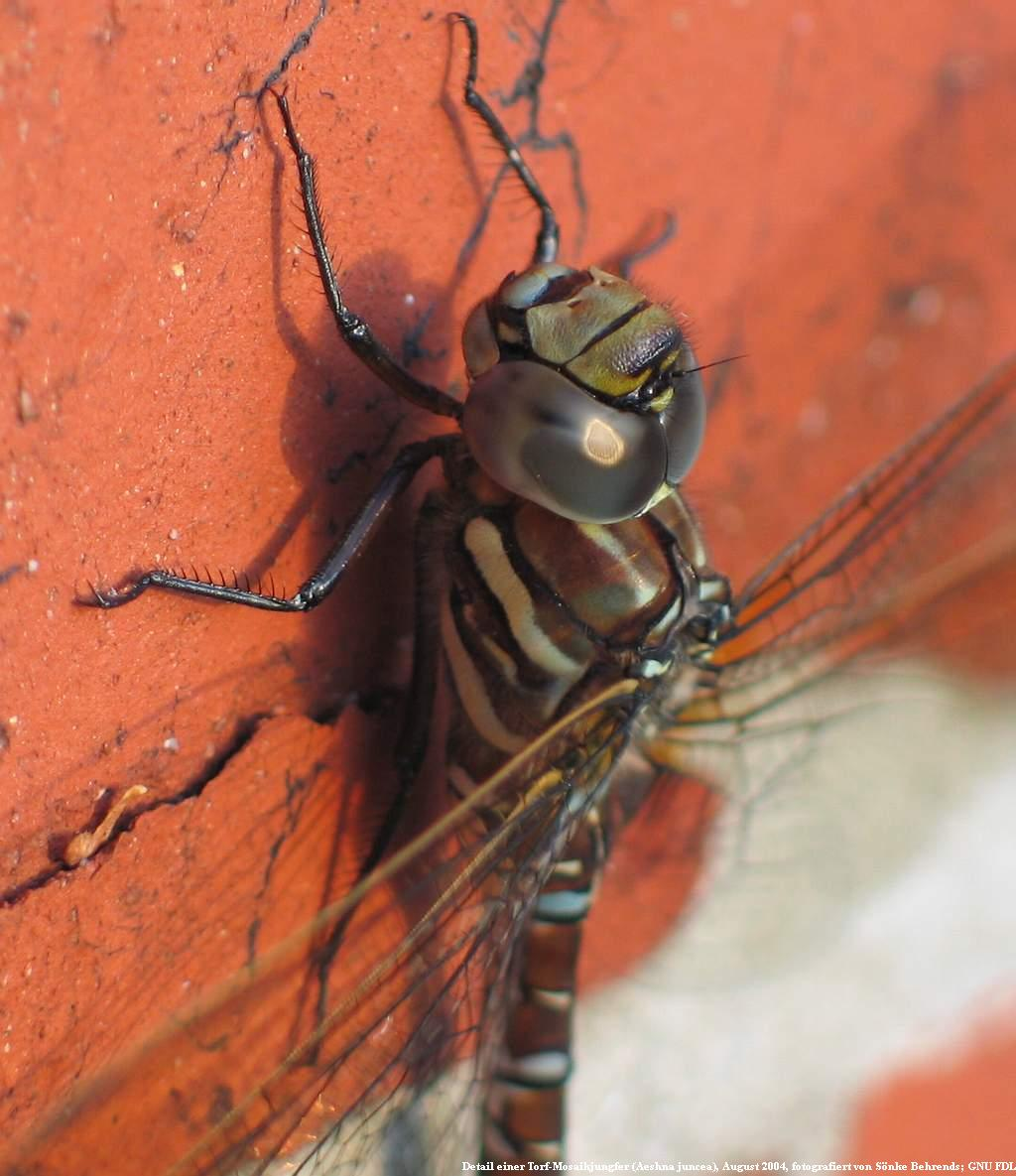
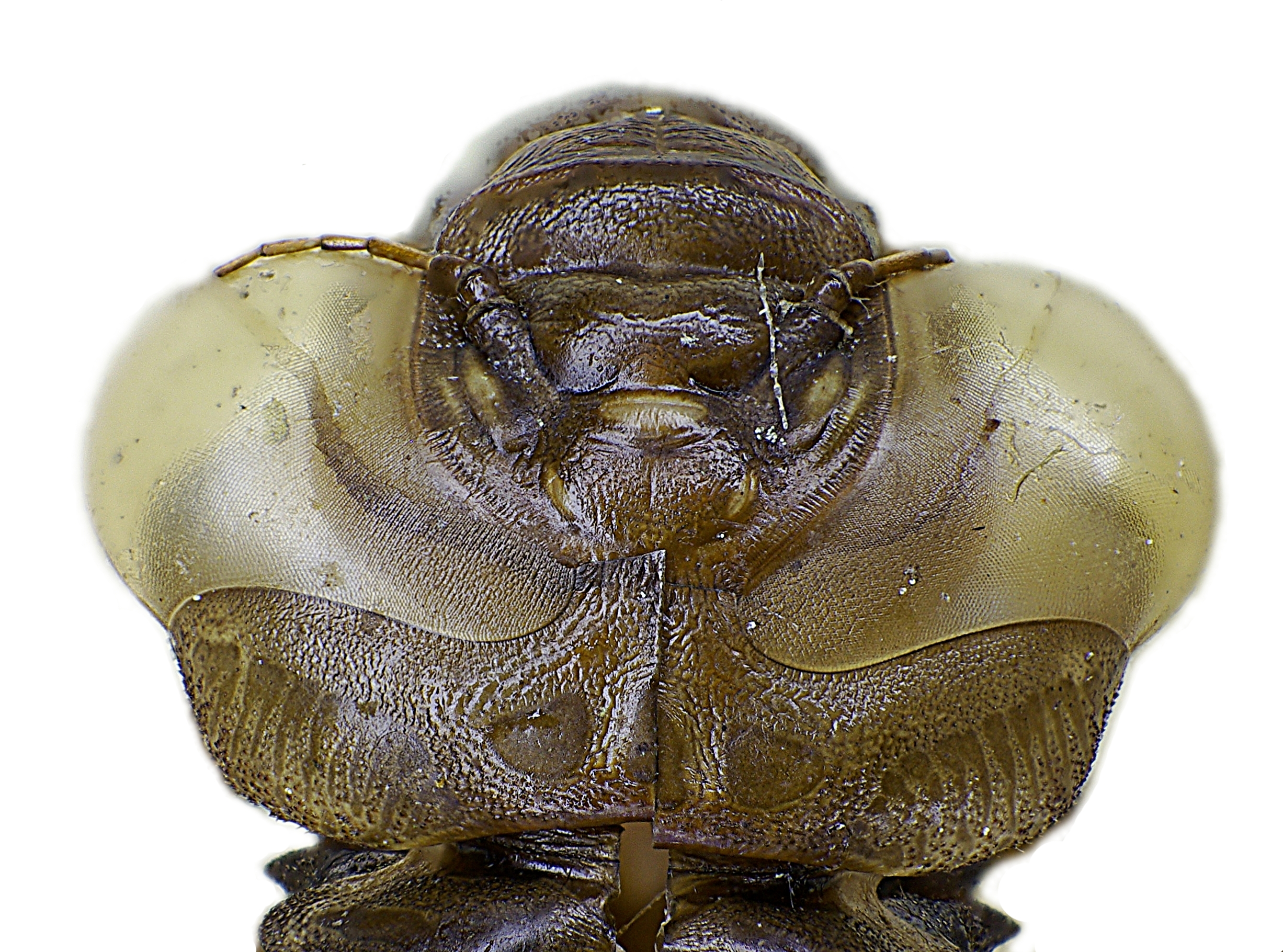